# Palanka, Tomașpil
Palanka (în ucraineană Паланка) este localitatea de reședință a comunei Palanka din raionul Tomașpil, regiunea Vinnița, Ucraina.

## Demografie
Componența lingvistică a localității Palanka
     Ucraineană (96,71%)
     Rusă (3,09%)
     Alte limbi (0,19%)
Conform recensământului din 2001, majoritatea populației localității Palanka era vorbitoare de ucraineană (96,71%), existând în minoritate și vorbitori de rusă (3,09%).